# Fatih Atık
Fatih Atik (Gleizé, 25. veljače 1984.) je bivši francusko-turski profesionalni nogometaš koji je igrao na poziciji napadačkog veznog igrača. Ima francusko i tursko državljanstvo.

## Klupski uspjesi
Guingamp:
- Coupe de France (1): 2013./14.

## Vanjske poveznice
- Profil na Transfermarktu
- Profil na Soccerwayu